# 對高岳車站
對高岳車站位於台灣南投縣信義鄉，為林保署阿里山林業鐵路祝山線之鐵路車站，是唯一林保署阿里山林業鐵路在南投縣信義鄉境內的鐵路車站。

## 車站構造
二條股道，岸式月台一座

## 利用狀況
- 2002年開始配合阿里山日出音樂會於1月1日停靠
- 2017年7月開始有郵輪式列車不定期停靠
- 2020年10月14日至2023年11月20日作為祝山車站改建時的祝山線臨時起訖站[1][2]。

## 車站週邊
- 對高岳觀日坪
- 對高岳登山歩道

## 歷史
- 1986年：祝山線通車而啟用。
- 據說於同年2月13日因出軌意外而停用，廢站時間與原因有待考證。
- 2002年：成為每年1月1日阿里山日出音樂的固定停靠站。
- 2016年1月13月：慶祝阿鐵30週年、「森活樂悠遊」郵輪式列車停靠本站。
- 2017年：成為定期郵輪式列車停靠站，當時每週一行駛。
- 2020年10月14日：作為祝山車站整修的備用方案，祝山線改停此站到發。[3]
- 2023年11月21日：祝山線列車恢復開行至祝山車站，本站取消停靠。[2]

## 外部連結
23°31′1.5″N 120°49′11.9″E / 23.517083°N 120.819972°E